# Georg Anton von Dachröden
Georg(e) Ant(h)on von Dachröden (* 1656; † 1728) war ein braunschweig-lüneburgischer und fürstlich-holsteinischer Geheimer Rat sowie Lehn- und Gerichtsherr auf Thalebra, Mittelsömmern, Grumbach und Auleben. Er war Stiftshofmeister der Äbtissin von Quedlinburg, Marie Elisabeth von Schleswig-Holstein-Gottorf.

## Leben
Er stammte aus dem Zweig Thalebra des thüringischen Adelsgeschlechts von Dacheröden und war der Sohn von Georg Christoph von Dachröden, Herr auf Thalebra, Mittel- und Gangloffsömmern. 1723 erreichte er im Sekundogeniturfürstentum Sachsen-Weißenfels die Umwandlung seines Gutes Grumbach in ein Mann- und Weiberlehen. Er hinterließ die Witwe Johanna Elisabetha von Dachröden geb. von Wallitz, den Sohn Carl Friedrich, der nach Preußen ging und Präsident der Landesregierung und des Konsistoriums im Herzogtum Magdeburg sowie Hof- und Kammergerichtsrat wurde sowie die beiden Töchter Dorothea Antoinetta von Bredau und Marie Sophie von Hopffgarten. Caroline von Humboldt war seine Enkeltochter.
Er wurde am 29. März 1728 in Thalebra beigesetzt.